# Харт, Оуэн
Оуэн Джеймс Харт (англ. Owen James Hart, 7 мая 1965, Калгари, Альберта — 23 мая 1999, Канзас-Сити, Миссури) — канадский рестлер.
Выступал в нескольких федерациях рестлинга, таких как Stampede Wrestling, New Japan Pro Wrestling (NJPW), World Championship Wrestling (WCW), а также World Wrestling Federation (WWF). Наибольшего успеха он добился в WWF, где выступал как под своим собственным именем, так и под именем Блю Блейзер.
Член рестлинг-семьи Хартов, родился младшим из двенадцати детей промоутеров Stampede Wrestling Стю и Хелен Харт. Среди прочих достижений Оуэн был объединённым чемпионом мира в тяжелом весе по USWA, двукратным интерконтинентальным чемпионом WWF, чемпионом Европы WWF и четырёхкратным командным чемпионом мира WWF, а также «Королем ринга» 1994 года.
Харт погиб 23 мая 1999 года из-за травм, полученных в результате неисправности оборудования и падения со стропил арены во время выхода на ринг на шоу Over the Edge.

## Карьера в рестлинге

### Тренировки, Stampede Wrestling и Япония (1983—1988)
Харт впервые получил опыт борьбы в любительской секции в средней школе, в которой он познакомился со своей женой Мартой. Борьба не была первым вариантом для карьеры Харта; как Марта объяснила в своей книге «Разбитые сердца», Оуэн много раз пытался найти доходный заработок вне рестлинга. Во время учёбы в университете он выступал под маской как оригинальный Британский Бульдог. Затем, после окончания университета, он выступал под именем «Бронко» Оуэн Харт в Альберт-холл в Лондоне. Поскольку эти попытки не увенчались успехом, Харт прошел обучение в «Подземелье Харта» своего отца и работал в Stampede Wrestling и в Англии в Joint Promotions Макса Крабтри в матчах, которые транслировались на канале ITV. Следующие несколько лет он продолжал работать в Stampede Wrestling, оттачивая свое мастерство. В 1986 году Харт объединился с Беном Бассарабом и выиграл титул международного командного чемпиона Stampede Wrestling. Успех команды и мастерство Харта на ринге принесли ему награду Pro Wrestling Illustrated «Новичок года» в 1987 году. После того, как он и Бассараб потеряли титул чемпиона, он враждовал с Джонни Смитом и Динамит Кидом.
В 1987 году Харт уехал в Японию, где в течение нескольких туров выступал в New Japan Pro-Wrestling (NJPW). В NJPW он боролся с Кэйичи Ямадой, до того, как тот дебютировал в образе Дюзина Лайгера. 27 мая 1988 года Харт победил Хироши Хасэ и завоевал титул чемпиона IWGP в полутяжёлом весе, став первым неяпонским рестлером, завоевавшим этот титул. Его чемпионство закончилось почти через месяц: 24 июня 1988 года он проиграл титул Сиро Косинакэ.

### World Wrestling Federation (1988—1989)
Успех Харта в Японии и рабочие отношения Stampede Wrestling с World Wrestling Federation привели к тому, что летом 1988 года Харт подписал контракт с этой компанией. Вместо того чтобы рекламировать Оуэна как младшего брата Брета Харта, WWF решила создать для него образ супергероя в маске, который подчеркивал его воздушный стиль рестлинга. Он дебютировал в WWF как Блю Блейзер (первоначально Блю Ангел), и в первых матчах он победил таких рестлеров, как Терри Гиббс, Стив Ломбарди и Барри Хоровиц. Дебют Блю Блейзера состоялся на Survivor Series 1988 года, когда он в команде с Последним воином, Брутусом Бифкейком, Джимом Бранзелом и Сэмом Хьюстоном выступил против Хонки-тон Мена, Грега Валентайна, Изгоя Рона Басса, Бэд Ньюз Брауна и Опасного Дэнни Дэвиса. Блейзер был устранен Валентайном, но его команда выиграла матч. Он продолжал выступать в матчах в середине шоу, побеждая начинающих рестлеров, но часто проигрывая более именитым бойцам. 11 марта 1989 года он проиграл Теду Дибиаси на Saturday Night’s Main Event XX и был побежден Мистером Совершенством на WrestleMania V.

### Возвращение в Stampede Wrestling, Япония и Мексика (1989—1991)
Вскоре после WrestleMania V Харт покинул WWF и отправился в турне по миру как в образе Блю Блейзера, так и без него. Он также выступал в Stampede Wrestling, пока тот не закрылся в декабре 1989 года. В 1991 году Харт потерял маску Блю Юлейзера в матче «маска против маски» против мексиканского рестлера Эль Канека, тем самым распрощавшись с образом Блю Блейзера.
Он также вернулся в New Japan Pro-Wrestling (NJPW). В 1990 году он отправился в Германию и работал в Catch Wrestling Association.

### World Championship Wrestling (1991)
Харт дебютировал в World Championship Wrestling 16 марта 1991 года, где провел 5 матчей против начинающих рестлеров.

### Возвращение в WWF (1991—1999)

#### «Новое основание» и «Высокое напряжение» (1991—1993)
Харт вел переговоры о контракте с WCW, но сделка так и не была заключена, поскольку Оуэн не хотел перевозить себя и свою семью в Атланту. Вместо этого он во второй раз подписал контракт с WWF. В WWF популярное «Основание Хартов», состоявшее из его брата Брета и шурина Джима Нейдхарта, распалось — Брет начал одиночную карьеру, а Нейдхарт использовался редко. Когда Нейдхарт вернулся после сюжетной травмы, он присоединился к Оуэну и сформировал команду, известную как «Новое Основание». Оуэн и Нейдхарт сначала враждовали с «Братьями Беверли». Затем они провели свой единственный матч на PPV на Royal Rumble в январе 1992 года, где победили «Восточный экспресс». Вскоре после этого Нейдхарт покинул WWF, а Харт начал очень короткое выступление в качестве одиночного рестлера, включая победный матч на WrestleMania VIII, когда он сразился со Скиннером. Вскоре после «Рестлмании» Харт объединился с Коко Би Уэйром в дуэт под названием «Высокое напряжение». В качестве команды они провели только один матч на PPV, на Survivor Series, где проиграли «Хэдшринкерам». Команда была тихо распущена в начале 1993 года, а Харт начал одиночную карьеру. Оуэн получил травму колена 9 марта 1993 года в матче против Бам Бам Бигелоу, который был записан для Superstars, из-за чего он выбыл из строя почти на два месяца.

#### Вражда с Бретом и «Король Хартов» (1993—1995)
В середине 1993 года разгорелась вражда Брета Харта с Джерри Лоулером, Оуэн встал на сторону своего брата и боролся с Лоулером в United States Wrestling Association, где большинство рестлеров WWF считались хилами. Оуэн выиграл объединённый титул чемпиона мира в тяжелом весе USWA у Папы Шанго. Участие Оуэна во вражде WWF и USWA было прервано, когда летом 1993 года он получил травму колена и был вынужден на некоторое время отойти от ринга.
Харт вернулся на ринг WWF осенью 1993 года, в то время, когда вражда Брета с Лоулером временно отошла на второй план. Брет вместе с Оуэном и их братьями Брюсом и Китом должны были встретиться с Лоулером и его командой на Survivor Series. Однако Лоулер не смог приехать на шоу. Лоулера заменили на Шона Майклза. Во время матча Оуэн и Брет случайно столкнулись друг с другом, в результате чего Оуэн был исключен из команды. Оуэн появился после матча и вступил в конфронтацию с Бретом, в то время как Кит, Брюс и Стю пытались успокоить ситуацию. В результате этой стычки Оуэн покинул ринг под бурные крики, в то время как его братья и отец в ужасе наблюдали за происходящим, а мать Хелен плакала у ринга. На следующий вечер Оуэн переоделся в розово-черное трико, солнцезащитные очки и внял приём «Снайпер», чтобы выразить протест своему брату. Оуэн, злясь на то, что находится в тени Брета, бросил вызов брату, который Брет отклонил. Вместо этого братья, казалось, воссоединились.

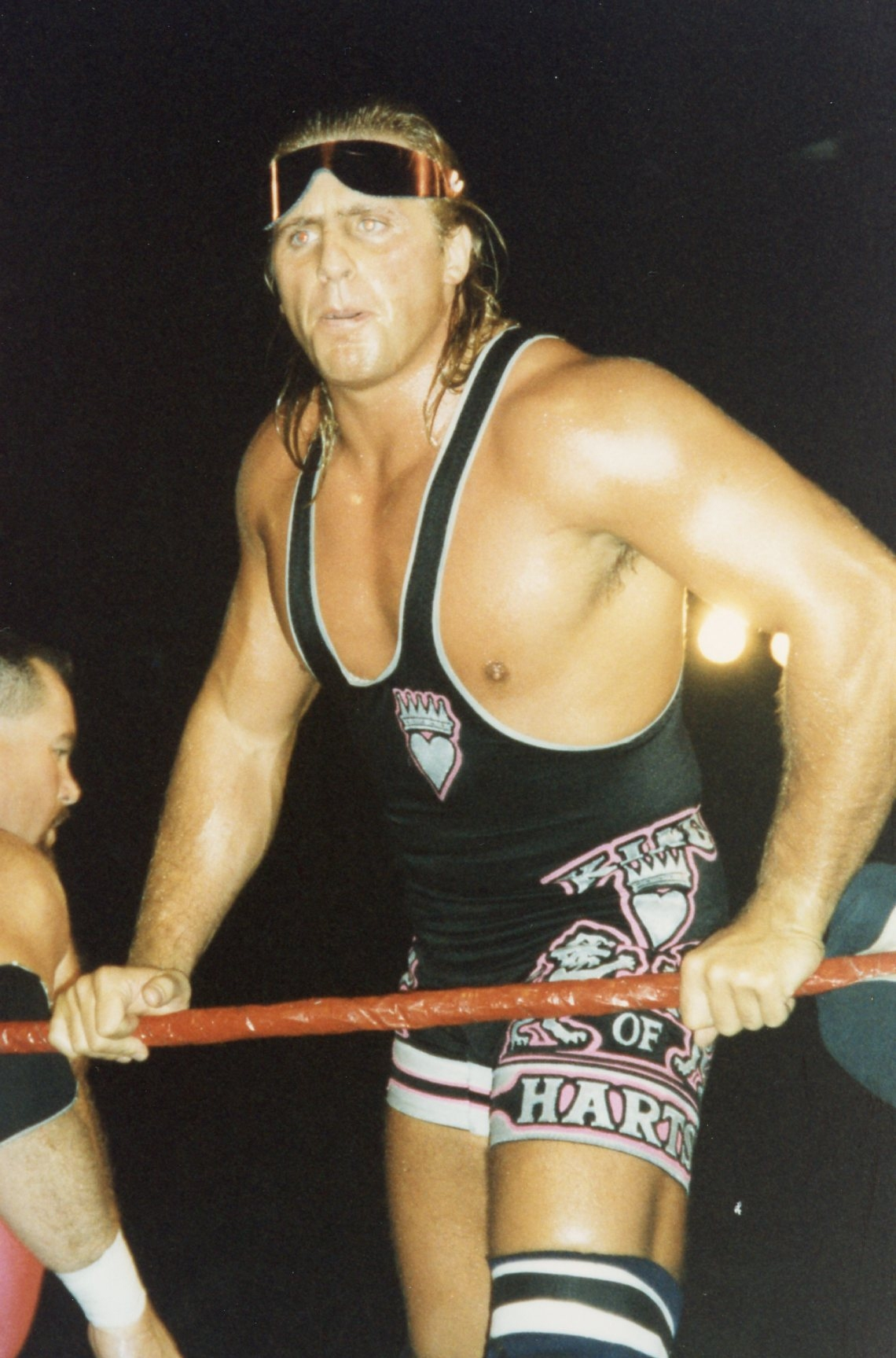
Оуэн украсил свой костюм прозвищем «Король Хартов» после победы на «Короле ринга» в 1994 году

Брет пытался загладить свою вину перед Оуэном, регулярно объединяясь с ним в команды. Брет даже добился того, что они получили шанс стать командными чемпионами WWF. Они сразились с «Квебекерами» за титул на Royal Rumble в январе 1994 года. Поначалу между братьями все было хорошо, но когда Брет повредил колено (сюжетно) и долгое время не мог передать бой Оуэну, младший Харт разочаровался. Когда рефери остановил матч из-за поврежденного колена Брета, Оуэн сорвался; он ударил брата ногой в колено, а затем ушел, обругав Брета, когда ему помогали за кулисами. Это положило начало его выступлению в качестве хила. После этого поступка разъяренный Оуэн обвинил брата в эгоизме и в том, что тот держит его в тени. Оуэн признался, что ему было приятно избить своего брата. Впервые братья встретились на WrestleMania X, где Оуэн чисто победил старшего брата. Позже вечером Брет выиграл титул чемпиона WWF, а Оуэн стоял в стороне и ревниво наблюдал, как Брет празднует на ринге. В 1994 году Оуэн выиграл турнир «Король ринга», одолев в финале Рейзора Рамона ударом локтя в спину и с помощью Джима Нейдхарта. После победы Оуэн отказался от прозвища «Ракета» и взял прозвище «Король Хартов» (англ. The King of Harts).
Оуэн и Брет враждовали на протяжении всего лета 1994 года, много раз сталкиваясь друг с другом как в одиночных, так и в командных матчах (к Брету присоединился вернувшийся Британский Бульдог). В этой вражде состоялись два выдающихся матча: во-первых, матч в стальной клетке в главном событии SummerSlam за титул чемпиона WWF, который выиграл Брет. Этот матч позже получил пятизвездочный рейтинг от Дэйва Мельтцера. Вторым матчем был матч с дровосеками 17 августа, который Оуэн сначала выиграл и был объявлен чемпионом WWF; Брет выиграл матч после того, как было приказано продолжить его из-за вмешательства. На Survivor Series Оуэн нанес самый сильный удар по своему брату: он обманул собственную мать Хелен, чтобы та бросила полотенце в пользу Брета. Эта уловка стоила Брету чемпионского титула WWF, который достался Бобу Бэклунду. Оуэн также помешал Брету вернуть себе титул чемпиона WWF на Royal Rumble в 1995 году, когда вмешался в матч между Бретом и новым чемпионом Дизелем. Через несколько недель после Royal Rumble Брет и Оуэн снова столкнулись, и Брет одержал убедительную победу над своим братом, положив тем самым конец их вражде на время.
Оуэн оправился от поражения Брету, выиграв командный титул WWF у «Дымящихся стволов» на WrestleMania XI. Оуэн, к которому присоединился «таинственный партнер», вызвал Ганнов на матч за титул; партнером оказался бывший чемпион мира Ёкодзуна. После победы Оуэн взял себе в менеджеры Джима Корнетта и Мистера Фудзи, которые уже работали с Ёкодзуной. Команда защищала титул в течение пяти месяцев, пока не проиграла его Шону Майклзу и Дизелю на шоу In Your House 3. Они недолго владели титулом во второй раз, когда пояса были получены ими обратно, прежде чем «Дымящиеся стволы» вернули себе титул. Оуэн и Ёкодзуна продолжали работать в команде до конца года.

#### Команда с Британским Бульдогом и воссоединение «Основания Хартов» (1996—1997)
В 1995 году шурин Оуэна Дейви Бой Смит стал хилом и присоединился к группировке «Лагерь Корнетта». Летом 1996 года два шурина стали все чаще объединяться в команду, иногда вместе с Вейдером, который также был членом группировки. Оуэн также получил награду Slammy за травму Шона Майклза и стал использовать прозвище «Победитель награды Slammy», а прозвище «Король Хартов» использовалось редко. Оуэн также был комментатором на King of the Ring 1996 года (демонстрируя явную поддержку Вейдера и Смита) и в это время несколько месяцев носил гипс на правом предплечье, симулируя травму, чтобы впоследствии использовать гипс в качестве оружия во время своих матчей.
В сентябре 1996 года Бульдог и Харт получили право на титул командных чемпионов на шоу In Your House 10. Оуэн и Бульдог ушли с золотом после победы над «Дымящимися стволами». Однако постепенно начали проявляться признаки разногласий. Один из случаев, когда это стало очевидным, произошел на Royal Rumble, когда Харт случайно устранил Бульдога из матча. После у них возникло недопонимание в матчах против Дага Фурнаса и Фила Лафона. Ещё одним предметом разногласий между ними стал недавно созданный титул чемпиона Европы WWF; оба бойца боролись в финале за звание первого чемпиона, но победителем стал Бульдог.
После того, как 24 марта 1997 года в выпуске Monday Night Raw против «Хедбэнгеров» Харт и Смит по дисквалификации сохранили за собой титул команндных чемпионов, напряжение между ними выплеснулось наружу. Разъяренный Харт потребовал, чтобы на следующей неделе Бульдог сразился с ним за титул чемпиона Европы. Матч был назначен на 31 марта; в тот вечер эти двое сцепились с такой силой, что многие подумали, что командные чемпионы наконец-то разошлись в разные стороны. В этот момент на ринге появился Брет Харт, недавно ставший хилом, и остановил матч. Брет обратился к Оуэну и Бульдогу, говоря о важности семьи. Они согласились оставить свои разногласия в стороне и объединиться с Бретом в новое «Основание Хартов», антиамериканскую группировку, в которую также вошли Джим Нейдхарт и друг семьи Хартов Брайан Пиллман.
После создания «Основания Хартов» Оуэн быстро завоевал золото, победив Рокки Майвию и выиграв свой первый титул интерконтинентального чемпиона WWF. Это означало, что «Основание Хартов» владело всеми титулами WWF, кроме титула чемпиона WWF. 26 мая 1997 года Харт и Британский Бульдог проиграли командные титулы WWF Стиву Остину и Шону Майклзу. Вскоре после этого Харт начал враждовать с Остином.

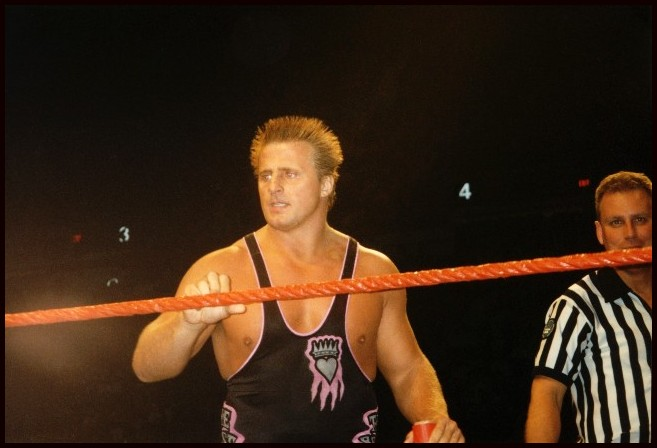
Харт в 1997 году

Оуэн и Бульдог получили второй шанс вернуть титул после того, как Майклз отказался от своей половины титула из-за травмы. В выпуске Raw от 14 июля 1997 года Харт и Смит приняли участие в турнире и выиграли его, чтобы вечером встретиться с Остином и выбранным им партнером за вакантные титулы. Этим партнером оказался Дюд Лав, который объявил себя партнером Остина и помог ему победить Харта и Бульдога в борьбе за титул чемпиона.
В августе на SummerSlam Харт должен был защищать свой интерконтинентальный титул против Остина в матче «Поцелуй меня в зад», где Харт поставил титул на то, что Остин должен будет поцеловать его ягодицы в случае проигрыша. Во время матча Харт ошибся с приемом Piledriver и уронил Остина на голову, повредив ему шею. В тот вечер Остин выиграл титул у Харта, но из-за травмы был вынужден отказаться от него. Хотя вся эта ситуация была случайностью, WWF решила сделать её частью сюжета, так как Оуэн начал носить футболку с надписью «Оуэн 3:16/Я только что сломал тебе шею». После этого Харт стал участником турнира, который должен был определить нового чемпиона.
Харт пробился в финал турнира на звание следующего интерконтинентального чемпиона и должен был встретиться с Фааруком на шоу Badd Blood: In Your House. Оуэн победил Фаарука с помощью Остина. После этого Остин объяснил, что он хочет победить Харта в матче за титул, когда только вернется, и не позволит Фааруку или кому-либо ещё победить его. После того, как Харт дважды удержал титул по дисквалификации между Bad Blood и Survivor Series в Монреале, Остин исполнил свое желание и снова победил Харта в борьбе за интерконтинентальное чемпионство WWF. Позже той же ночью произошел «Монреальский облом». После Survivor Series Брет Харт покинул WWF, а Британский Бульдог и Джим Нейдхарт были быстро освобождены от своих контрактов и перешли в WCW. Таким образом, Оуэн остался единственным членом семьи Харт в WWF из-за своих контрактных обязательств.

#### «Черное сердце» и «Нация доминации» (1997—1998)

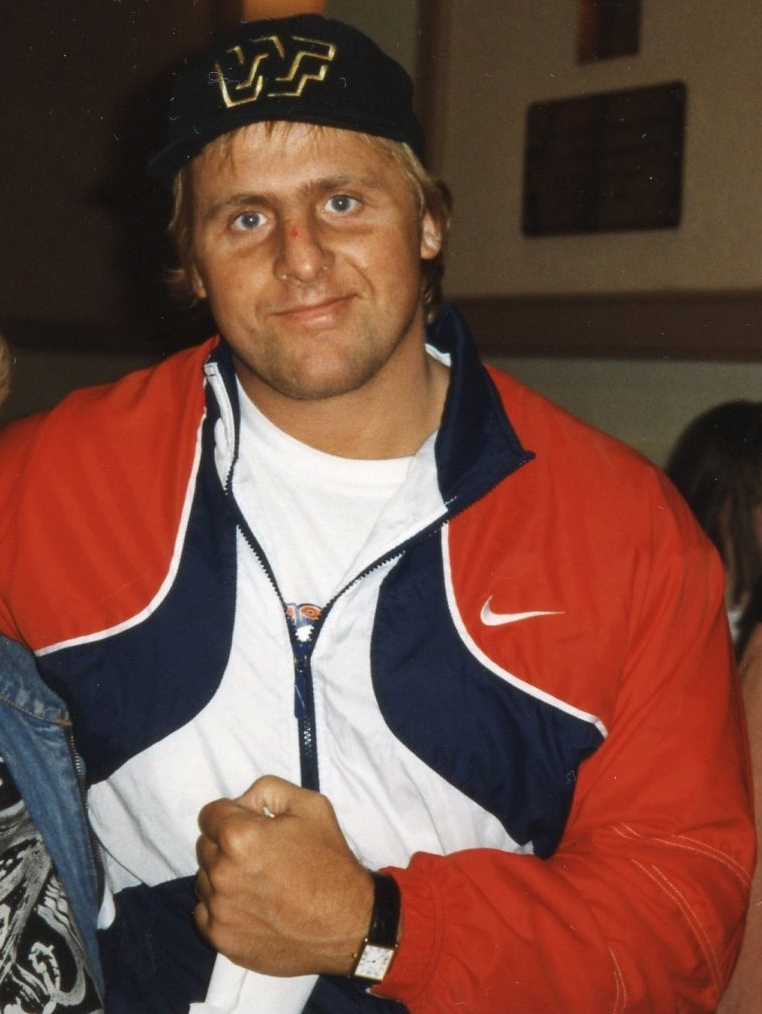
Харт в 1998 году

Харта не показывали и не упоминали в программах WWF, пока он неожиданно не напал на Шон Майклз, после того как тот сохранил свой титул чемпиона WWF после поражения по дисквалификации от Кена Шемрока на шоу In Your House: D-Generation X. Став любимцем фанатов, но с новым агрессивным, антисоциальным поведением, Харт стал известен как «Одинокое сердце», а также «Черное сердце». Оуэн враждовал с D-X и бросил вызов Шону Майклзу в борьбе за титул чемпиона WWF на эпизоде Raw Is War 29 декабря 1997 года: Харт зажал Майклза в «Снайпер», когда вмешался Трипл Эйч, чтобы спасти титул Майклза, дав Харту победу по дисквалификации. Позже он выиграл европейский титул у Трипл Эйча, хотя и не напрямую. Голдаст переоделся в Трипл Эйча, пытаясь обмануть Харта, но роспарядитель Слотер посчитал его легальной заменой. Позже Харт получил сюжетную травму лодыжки во время матча с Барри Уиндемом с участием Трипл Эйча. Когда Харт присоединился к комментаторам у ринга, Трипл Эйч сумел втянуть Оуэна в импровизированный матч за титул и вернул его себе. Чайна вмешалась, пока Трипл Эйч отвлекал рефери, и ударила Харта бейсбольной битой за левое колено, подняла его и бросила обратно на ринг, где Трипл Эйч поставил Харта в захват на его травмированную правую лодыжку, чтобы выиграть титул чемпиона Европы WWF по решению рефери.
Через четыре недели после WrestleMania XIV, во время матча с Кеном Шемроком против Марка Генри и Рокки Майвии, Харт ополчился на Шемрока, «сломав» ему лодыжку и «откусив ухо», и снова стал хилом. После нападения на Шемрока Харт вместе со Скалой стал солидером «Нации доминации», заявив, что «хватит, пора меняться». Первая большая вражда «Нации» после вступления Харта была против D-X. Именно во время этой вражды D-Generation X пародировали «Нацию доминации». Имитация была завершена тем, что актёр переоделся в Харта и произнес фразу «Я не самородок»; это было ответом на то, что Шон Майклз назвал Оуэна самородком фекалий в унитазе, от которого, сколько бы Майклз ни смывал, он не мог избавиться. «Самородок» стал уничижительным термином, который преследовал Харта до конца его карьеры. Участие Харта во вражде с D-X отошло на второй план, когда вернувшийся после травмы Шемрок решил отомстить Харту. Они провели пару матчей на PPV, но между ними так ничего и не было окончательно решено.

#### Команда с Джеффом Джарреттом и возвращение Блю Блейзера (1998—1999)
Харт оставался с «Нацией» в течение года, пока группировка постепенно не распалась. После SummerSlam он объединился с Джеффом Джарреттом. Харт и Джарретт использовали менеджера Джарретта Дебру в своих интересах. В это время была предложена сюжетная линия, согласно которой у Харта должен был быть экранный роман с Деброй, от чего Оуэн отказался.
После матча, в котором Харт «случайно травмировал» Дэна Северна, Харт якобы ушел из WWF. Обыгрывая настоящую травму, которую Харт нанес Остину годом ранее, этот сюжет стирал границы между реальностью и сюжетной линией. Однако как только Харт «ушел», в WWF появился Блю Блейзер, утверждавший, что он ни в коем случае не Харт, хотя было совершенно очевидно, кто скрывается под маской. В отличие от первой версии персонажа, Блейзер теперь был властным, самодовольным хилом, который с презрением относился к WWF эпохи Attitude. Харт и Джарретт довели эту историю до комизма. Чтобы доказать, что Харт не был Блейзером, он появился рядом с Блю Блейзером, который был Джарреттом в маске. В более поздней попытке доказать, что ни Харт, ни Джарретт не были Блейзером, они оба появились рядом с человеком в маске Блю Блейзера; однако было очевидно, что под маской находится чернокожий человек (бывший партнер Харта по команде Коко Би Уэйр). 25 января 1999 года в разгар сюжета с Блю Блейзером Харт и Джарретт победили Кена Шемрока и Биг Босс Мэна в матче за титул командных чемпионов WWF. Пара успешно защитила пояса против Теста и Ди’Ло Брауна на WrestleMania XV. Они проиграли титулы команде Кейна и Икс-пака на (предварительно снятом) эпизоде Raw, который вышел в эфир 5 апреля 1999 года. Однако Харт и Джарретт продолжали работать вместе вплоть до смерти Харта в мае во время шоу Over the Edge.

## Личная жизнь
В 1982 году Он познакомился с Мартой Джоан Паттерсон. 1 июля 1989 года, они поженились, у них двое общих детей: Одж Эдвард Харт (родился 5 марта 1992 года) и Афина Кристи Харт (родилась в сентябре 23, 1995).
28 мая 2011 года Джек Блейз включил Харта в «Зал славы» Legends Pro Wrestling в Уилинге, Западная Вирджиния, на их мероприятии «LPW Hart & Soul Tour». Награду принял его шурин Джим Нейдхарт, который также был введен в должность в тот вечер.

## Гибель

### Over the Edge 1999

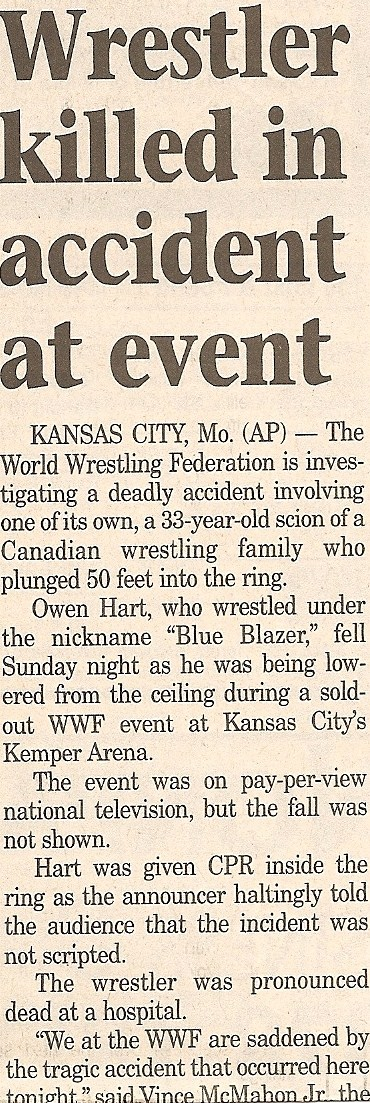
Вырезка из газеты о гибели Оуэна Харта

Оуэн Харт погиб 23 мая 1999 года в Канзас-Сити во время PPV-шоу Over the Edge. Оуэн, в образе комичного супергероя Блю Блейзера, должен был спуститься с верхнего яруса арены на ринг на тросе. До этого Харт несколько раз исполнял этот трюк. Во время спуска Оуэн упал грудью на канаты ринга с высоты 24 метра.
До этого Харт выполнял этот трюк всего несколько раз. Вдова Оуэна — Марта — предположила, что, запутавшись в супергеройском плаще, Оуэн Харт непреднамеренно отстегнул крепление. Телезрители не видели инцидента, во время спуска в трансляции показывали заранее записанный ролик. Позже, когда медицинский персонал оказывал помощь Харту, в трансляции показывали аудиторию арены. Комментатор WWF Джим Росс неоднократно повторял зрителям трансляции, что произошедшее событие не является элементом шоу, подчёркивая серьёзность ситуации. Харта доставили в медицинский центр в Канзас-Сити. Хотя были предприняты несколько попыток реанимации, он умер от внутреннего кровотечения.

### Противоречия
Руководство WWF приняло спорное решение продолжить мероприятие. Джим Росс объявил о смерти Харта для зрителей трансляции, но не для фанатов на арене. Запись шоу Over the Edge 1999 никогда не поступала в продажу. В 2014 году, через пятнадцать лет после смерти Оуэна, шоу впервые стало доступно на WWE Network. Перед началом записи показана небольшая фотография Оуэна Харта, которая сообщает зрителям, что рестлер умер во время первоначальной трансляции. Все кадры с Хартом вырезаны из трансляции. В заявлении говорится: «В память Оуэна Харта, 7 мая 1965 года — 23 мая 1999 года, который скончался в результате несчастного случая во время данной трансляции».
Спустя четыре недели после этого события семья Харт подала в суд на WWF за то, насколько опасным и плохо спланированным оказался трюк, и что система ремней безопасности была неисправна. После более чем полутора лет судов 2 ноября 2000 было достигнуто соглашение, по которому WWF выплатила семье Оуэна 18 миллионов долларов. Изготовитель спусковой системы также был ответчиком, но был освобождён от дела, когда соглашение было достигнуто. Марта Харт использовала деньги для создания «Фонда Оуэна Харта». Вдова написала книгу о жизни Харта в 2002 году под названием «Разбитые сердца: Жизнь и смерть Оуэна Харта».

### Последствия
Специальный эпизод Raw Is War, вышедший в эфир 24 мая 1999 года, в ночь после смерти Харта, был назван Raw Is Owen. Он транслировался в прямом эфире из «Кил-центра» в Сент-Луисе. Он включала в себя интервью с его коллегами-рестлерами, которые находились вне образа. Согласно Raw Exposed (специальный выпуск, вышедший в эфир после возвращения Raw на USA Network 3 октября 2005 года), все сюжетные линии и соперничества были отложены в сторону, и руководство WWF предоставило всем рестлерам возможность работать или нет. Тем не менее, было запланировано десять матчей без сюжетов.
Шоу началось с того, что все рестлеры, менеджеры, судьи и агенты WWF (кроме чемпиона WWF Гробовщика и Кейна) стояли на входной рампе. Говард Финкель призвал к салюту из 10 ударов в гонг. Затем было показано видео, озвученное Винсом Макмэном. На протяжении всей трансляции звучали личные мысли о Харте в виде интервью с различными рестлерами WWF. Бывшие товарищи Харта по «Нации доминации» были эмоциональны, особенно Марк Генри, который плакал, читая стихотворение, написанное им в память о Харте. Перед первой рекламной паузой в эфир вышли Мик Фоли и Брэдшоу. Фоли сказал, что Харт был любимым рестлером его сына, который с гордостью сделал себе такую же стрижку, как у Оуэна, хотя он также сказал, что его сын не совсем понимает, что «самородок» — это не хорошее слово.

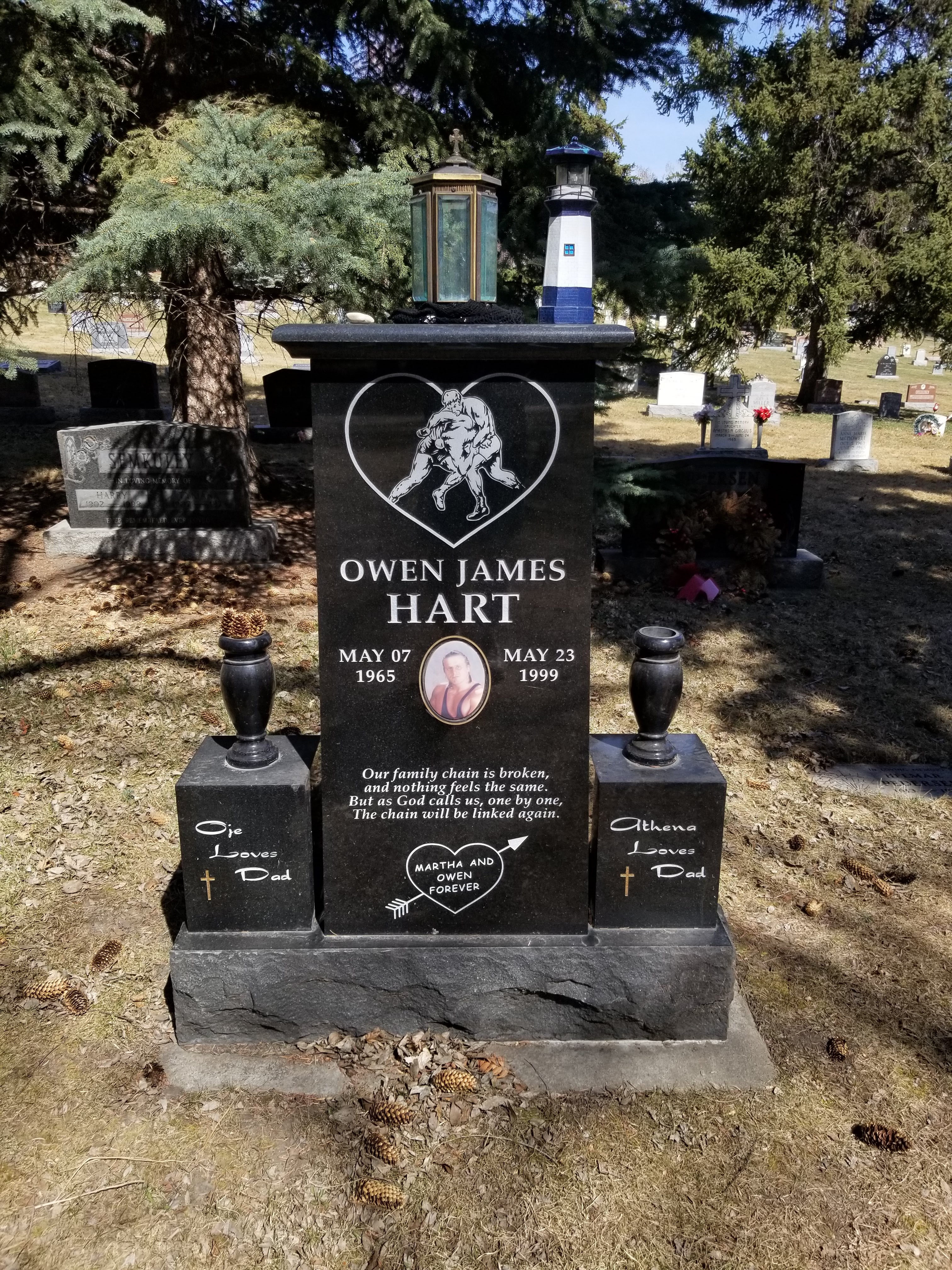
Могила Оуэна Харта

Брэдшоу рассказал о том, что Харт тратил меньше денег на дорогу, чем большинство рестлеров, потому что хотел уйти на пенсию раньше и проводить время со своей семьей. Друг Оуэна и партнер по «Нации доминации» Скала также выступил с короткой речью перед тем, как принять участие в коротком матче против Вэла Вениса. Затем Тест рассказал о ребре, за которое его потянул Оуэн. Трансляция закончилась тем, что Стив Остин вышел для специального приветствия Харта, взобравшись на угол ринга и исполнив свой знаменитый номер «Пивной душ», закончив его тостом за Оуэна (чья фотография отображалась на экране в течение всего шоу) и оставив одно пиво на ринге (для Оуэна). Единственным заметным отсутствием на этом шоу был Гробовщик, так как он решил навестить своего друга в реальной жизни Брета Харта. Шоу получило рейтинг 7.2 по системе Nielsen, это третий в истории рейтинг Raw по величине. Шон Майклз в своей автобиографии Heartbreak and Triumph отмечает, что «Оуэн — единственный парень, ради которого можно устроить двухчасовое шоу, и никто не скажет о нём плохого слова». На следующий день WWF записала эпизод Raw на 31 мая 1999 года. Во время этого шоу Джефф Джарретт победил Крестного отца и завоевал титул интерконтинентального чемпиона WWF, который Харт должен был завоевать в третий раз на шоу Over the Edge. Празднуя свою победу, Джарретт выкрикивал имя Харта.
4 октября 1999 года, через пять месяцев после смерти Оуэна, Брет Харт встретился с Крисом Бенуа на WCW Nitro в знак уважения к своему брату. Матч проходил на той же арене, на которой погиб Оуэн.
Брет Харт заявил, что он хотел бы быть в WWF в тот вечер (на тот момент Брет выступал в конкурирующей компании — WCW), чтобы отговорить брата от исполнения трюка. Triple H в нескольких интервью рассказывал, что его прозвище «Игра (Игрок)» (англ. The Game), которое он получил через несколько месяцев после смерти Оуэна, первоначально предназначалось для Харта. Triple H взял его в память о Харте.
До сих пор Оуэн Харт не включён в Зал Славы WWE. Компания делала многократные попытки, но вдова Оуэна не даёт согласия на это.

## Наследие

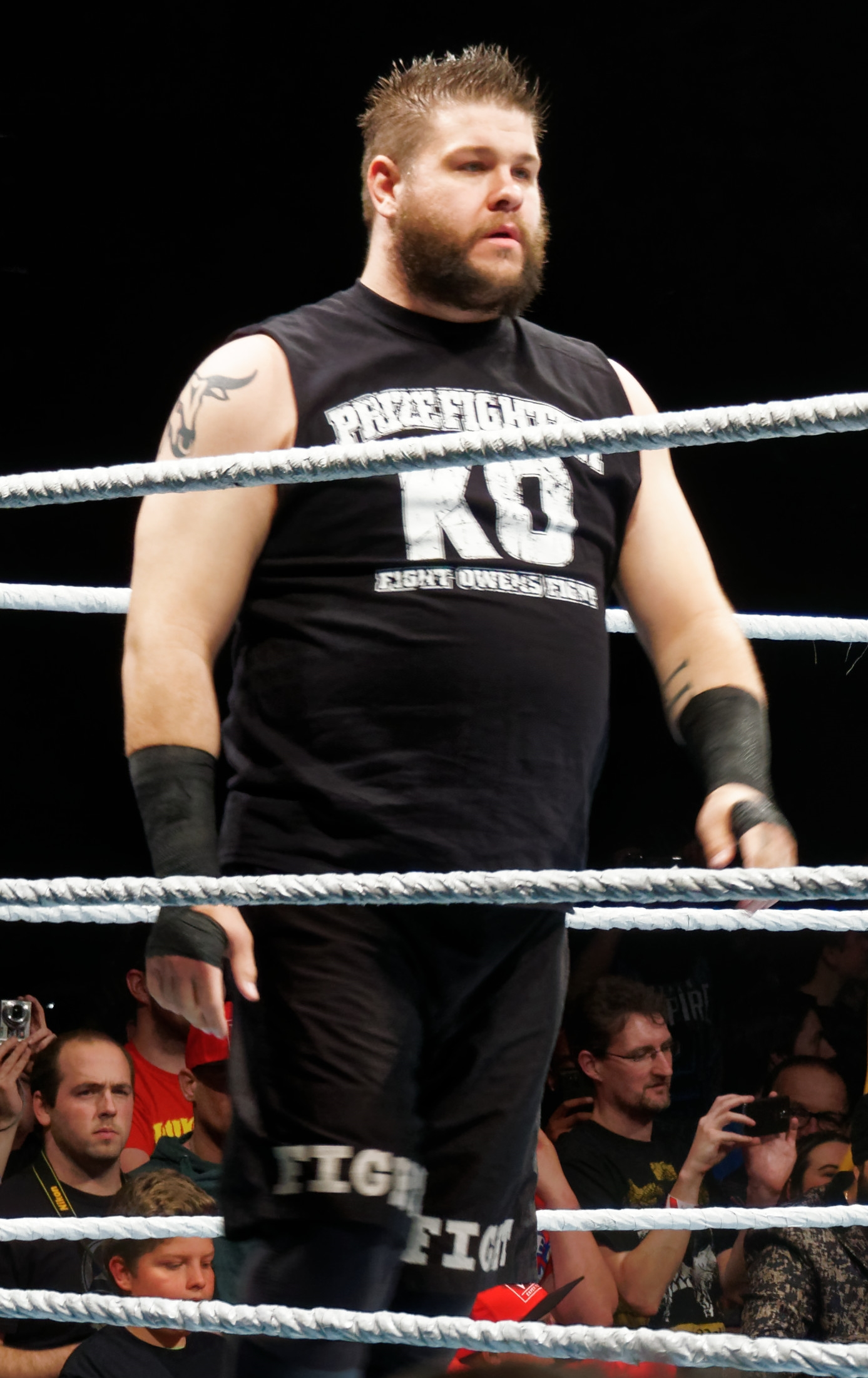
Кевин Оуэнс включил его имя в свой собственный рингнейм в качестве дани уважения рестлера

Оуэн Харт считался одним из лучших исполнителей на ринге в WWE; Fox Sports окрестил его «гением». Многие коллеги по индустрии продолжали считать его одним из величайших профессиональных рестлеров всех времен.
В 2001 году сестра Харта Диана выпустила свою первую книгу под названием Under the Mat, в которой рассказывалось об их семье. Книга была написана частично в ответ на смерть Оуэна и вызвала много споров. Вдова Оуэна Марта Харт подала в суд на эту работу и заявила, что Диана делала неточные и безответственные заявления о ней и её семье. Она заявила, что книга была «наполнена искажениями, искажениями и неоправданными оскорблениями, которые пытаются разрушить репутацию моей семьи и меня, а также подорвать память об Оуэне».
В июне 2010 года Марта подала иск против WWE из-за использования WWE имени и сходства Оуэна, а также личных фотографий семьи Харта на DVD Hart & Soul WWE, а также из-за невыплаты гонорара. Рассмотрение дела запланировано на июнь 2013 года, прежде чем в апреле 2013 года будет достигнуто соглашение на нераскрытую сумму.
7 декабря 2015 года WWE выпустила Owen: Hart of Gold на DVD и Blu-ray в Соединенном Королевстве, а на следующий день — в Соединенных Штатах.
Финал второго сезона «Темной стороны ринга» раскрыл подробности о карьере рестлера Оуэна, его наследии и смерти.
Рестлер WWE Кевин Оуэнс назвал своего сына в честь Харта и включил это имя в свое собственный рингнейм в качестве дани уважения им обоим.
Во время введения Марка Генри в Зал славы WWE в 2018 году Генри попросил Марту Харт разрешить включить её покойного мужа в Зал славы. Но Марта критиковала Зал славы WWE, заявив что:

«У них даже нет Зала славы. Его не существует. Там ничего нет. Это фальшивая сущность. Нет ничего реального или осязаемого. Это просто мероприятие, на котором они должны зарабатывать деньги. Они показывают это по телевизору и устраивают праздник, и это просто так нелепо. Я бы никогда даже не подумал об этом. Это мусор».
Оригинальный текст (англ.)They don’t even have a Hallway of Fame. It doesn’t exist. There’s nothing. It’s a fake entity. There’s nothing real or tangible. It’s just an event they have to make money. They put it on TV and have a celebration, and it’s just so ridiculous. I would never even entertain it. It’s garbage."

20 сентября 2021 года All Elite Wrestling (AEW) объявила о проведении турнира Owen Hart Cup в партнерстве с Фондом Оуэна Харта, победитель которого получит трофей под названием The Owen. Компания также объявила о производстве и распространении оригинальных товаров Owen Hart и Харта в качестве персонажа в предстоящей консольной игре AEW.

## В реслинге
- Завершающие приемы
  - Шарпшутер 1986—1999
  - Харт Драйвер (вариация пайлдрайвера от живота к животу) 1986—1999
- Коронные приемы
  - Инзигири
  - Удар вращающегося колеса
  - Булавка-суплекс Северного сияния
  - Суперкик
  - Суплекс из Гутвренча
  - Ракетный дропкик
  - Падение локтя при нырянии
  - Суплекс от живота к животу
  - Немецкий Суплекс
  - Лунное сальто с раздвоенными ногами
  - Бегущий шейный платок
  - Ныряющий удар головой
  - Верблюжья муфта
  - Перевернутый лицевой замок
  - Хурекенрана
- Менеджеры
  - Джим Корнетт
  - Кларенс Мейсон
  - Дебра
  - Брет Харт
- Прозвища
  - «Ракета»
  - "«Король сердец»
  - «Блэк Харт»
  - «Выжившая душа»
  - «Одинокий Харт»
  - «Блю Блейзер»

## Титулы и достижения
- Джордж Трагос/ Зал славы профессионального рестлинга Лу Тесза 
  - Класс 2018 (Введен посмертно)[74]
- Legends Pro Wrestling
  - Зал Славы LPW (Класс 2011)
- Prairie Wrestling Alliance
  - Зал Славы Prairie Wrestling Alliance (Класс 2010)[75]
- New Japan Pro-Wrestling
  - Чемпион IWGP в полутяжёлом весе (1 раз)[76]
- Pro Wrestling Illustrated
  - Премия от редакции журнала (1999)[77]
  - Вражда года (1994) против Брета Харта[78]
  - Новичок года (1987)[79]
  - PWI ставит его под № 10 в списке 500 лучших рестлеров 1994 года[80]
  - PWI ставит его под № 66 в списке 500 лучших рестлеров 2003 года[81]
  - PWI ставит его команду под № 84 в списке 100 лучших команд с — Дейви Бой Смитом в 2003 году[82]
- Зал славы и музей рестлинга
  - Класс 2019
- Pro Wrestling This Week
  - Рестлер недели (С 5-го по 11-е июля, 1987)[83]
- Канадский Зал cлавы рестлинга
  - Введен индивидуально[84]
  - С семьей Хартов[84]
- Stampede Wrestling
  - Stampede British Commonwealth Mid-Heavyweight Championship (1 раз)[85]
  - Stampede Wrestling International Tag Team Championship (1 раз) — с Бен Бассараб[86]
  - Stampede North American Heavyweight Championship (2 раза)[87][88]
  - Зал Славы Stampede Wrestling (Класс 1995 года)[89][90]
- United States Wrestling Association
  - USWA Unified World Heavyweight Championship (1 раз)[91]
- World Wrestling Federation
  - Европейский Чемпион (1 раз)[37]
  - Интерконтинентальный чемпион WWF (2 раза)[31][33]
  - Командный чемпион WWF (4 раза) — с Ёкодзуной (2), Британским Бульдогом (1) и Джеффом Джарреттом (1)[24][25][28][92]
  - Победитель турнира Король Ринга (1994)
  - Победитель Королевской Битвы в Мэдисон Сквер Гарден (1994)
  - Победитель турнира за Командные Чемпионства WWF (1997) — с Британским Бульдогом
  - Победитель турнира за Интерконтинентальное Чемпионство WWF (1997)
  - Slammy Award (3 раза)
    - Самая большая крыса (1994)
    - Squared Circle Shocker (1996)[a][93][94][95]
    - Лучший галстук-бабочка (1997)[96][b]
- Wrestling Observer Newsletter
  - Лучший летающий рестлер (1987, 1988)[97]
  - Вражда года (1997) с Основанием Хартов против Стива Остина[97]
  - 5-звёздочный матч против Брета Харта (Матч в стальной клетке на SummerSlam, 29 августа, 1994 года)

### Luchas de Apuestas record
| Победитель (ставка) | Проигравший (ставка) | Место                   | Шоу      | Дата        | Заметки       |
| ------------------- | -------------------- | ----------------------- | -------- | ----------- | ------------- |
| Эль Канек (маска)   | Блю Блейзер (маска)  | Наукальпан, штат Мехико | UWA show | 29 мая 1991 | [ 98 ] [ 99 ] |

## Заметки
1. ↑  Присужден Шону Майклзу за то, что он упал в обморок, но Харт принял награду за себя за то, что утверждал, что это он заставил Майклза упасть в обморок.
2. ↑  После того, как он вручил Награду, Харт так и не вручил ее ни одному из возможных кандидатов, а вместо этого украл ее для себя.

## Cм. также
- Обратная сторона ринга (Последние дни Оуэна Харта)